# Adiat Disu
Adiat Disu Isha Sesay (* 10. Januar 1987 in Nigeria) ist eine US-amerikanische Unternehmerin im Bereich Marketing, Mode und Massenmedien.

## Herkunft und Ausbildung
Adiat Disus Eltern stammen aus Nigeria und Ghana. Sie selbst kam 1987 in Nigeria zur Welt. Sie studierte an der Phillips Exeter Academy in Exeter (New Hampshire), bevor sei eine Zulassung für die Bentley University in Waltham (Massachusetts) erhielt. Dort schloss sie ihr Studium 2008 als Bachelor of Science in Informationstechnologie, Marketing & Kommunikation ab.

## Karriere
Adiat Disu arbeitete eine Zeit lang als Allokationsanalystin beim US-Einzelhandelsgroßkonzern TJX Companies und danach als  Betriebs- und Kommunikationsanalystin bei IBM, wo sie  Kontakte zu über 600 IT-Analystenfirmen darunter Gartner und Ovum hatte.
Im Februar 2009 gründete Disu Adirée, eine Firma für Public relations, Marketing und Einzelhandel mit Hauptsitz in New York und einer Niederlassung in Lagos, Nigeria. Zielgruppe des Unternehmens soll der sozial und ökologisch eingestellte Konsument sein. Ziel ist die Entwicklung eines weltweiten Bewusstseins für leistungsstarke afrikanische Marken.
Die Liste der Kunden von Adirée enthält private und gemeinnützige Unternehmen sowie staatliche Stellen (z. B. die United States Agency for International Development) und auch Medienmarken wie Verisk Analytics oder die Hearst Magazins, für die Adirée die erste Medienpräsenz in Westafrika entwickelte und einführte. Beauty-Marken wie Kimora Lee Simmons, Shinto Clinical, Pikolinos Shoes und Iman Cosmetics werden ebenso von Adirée betreut wie bekannte Persönlichkeiten, so zum Beispiel die Modedesignerin Korto Momolu oder der Musiker Akon.
Adirée organisiert seit 2009 die alljährlich stattfindende Africa Fashion Week New York während der New York Fashion Week.
Daneben ist Disu unter anderem auch als Autorin für das Entrepreneur-Magazine tätig.

## Würdigungen
- 2014: Nennung als eine von The 20 Youngest Power Women In Africa 2014 im Forbes Magazine[7]

## Privates
Adiat Disu besitzt die US-amerikanische Staatsbürgerschaft und hat ihren Hauptwohnsitz in New York City.